# ZUGFeRD
ZUGFeRD (Akronym für Zentraler User Guide des Forums elektronische Rechnung Deutschland) ist eine Spezifikation für das gleichnamige Format elektronischer Rechnungen. Das Format wurde vom Forum elektronische Rechnung Deutschland (FeRD) in Zusammenarbeit mit Verbänden, Ministerien und Unternehmen entwickelt. Aktuell ist Version 2.3.3 der Spezifikation, die am 7. Mai 2025 veröffentlicht wurde.
ZUGFeRD, wie auch das de facto identische französische offene E-Rechnungsformat Factur-X, betten maschinenlesbares UN/CEFACT-XML in menschenlesbare PDF-Dateien ein – gemäß der Richtlinie EU/2014/55 und des Standards EN16931.

## Konzept
Eine ZUGFeRD-Rechnung umfasst die visuelle Darstellung der Rechnung für den Menschen und maschinenlesbare strukturierte Daten. Die visuelle Rechnungsdarstellung erfolgt in Form von PDF/A-3. Die maschinenlesbaren Daten im XML-Format werden dem PDF/A-3 als Anhang beigefügt. Somit dient das PDF als Container für die visuelle Darstellung als auch für die XML-Daten.
Mit dem ZUGFeRD-Profil „XRechnung“ können elektronische Rechnungen erstellt werden, die konform zum XRechnung-Standard sind und von öffentlichen Auftraggebern akzeptiert werden.
Um elektronische Rechnungen mit ZUGFeRD-Standard zu erzeugen, auszulesen und weiterzuverarbeiten, bieten Softwarehersteller entsprechende Produkte an.
Das ZUGFeRD-Format wird nach Maßgabe des FeRD Unternehmen als auch der öffentlichen Verwaltung frei zugänglich gemacht und „zu fairen, sachgerechten und nicht diskriminierenden Bedingungen“ angeboten (FRAND).

## Ziel
ZUGFeRD-konforme Rechnungen sollen zwischen Unternehmen sowie zwischen Unternehmen und der öffentlichen Verwaltung schnell, komfortabel und einfach elektronisch ausgetauscht werden. Die Zielgruppe von ZUGFeRD sind neben großen und mittleren Unternehmen sowie der öffentlichen Verwaltung auch kleine und kleinste Unternehmen, die wenige Rechnungen pro Jahr versenden oder mit Partnern zu tun haben, mit denen kein regelmäßiger Geschäftskontakt besteht.
Das neue ZUGFeRD-Format soll Kosten der Rechnungsstellung und Portokosten deutlich reduzieren sowie mittels automatischer Verarbeitung das Rechnungswesen effizienter gestalten.

## Historie
Das Forum elektronische Rechnung Deutschland wurde unter dem Dach der vom Bundesministerium für Wirtschaft und Energie (BMWi) auf Beschluss des Deutschen Bundestages geförderten Arbeitsgemeinschaft für wirtschaftliche Verwaltung gegründet.
Das Forum elektronische Rechnung Deutschland dient als nationale Plattform von Verbänden, Ministerien und Unternehmen zur Förderung der elektronischen Rechnung in Deutschland.
FeRD veröffentlichte am 25. Juni 2014 ein nach den Richtlinien EU/2014/55 und EU-Norm 16931 entwickeltes Rechnungsformat für E-Rechnungen (ZUGFeRD 1.0). Es dient dem Austausch strukturierter Daten und besteht aus einer PDF- mit integrierter XML-Datei.
Nach rund fünf Jahren im Einsatz erhielt das Rechnungsformat ein Update auf Version 2.0. Die neue Version wurde am 11. März 2019 nach erfolgreicher Zusammenarbeit mit dem französischen Standard Factur-X veröffentlicht. Die nach EU-Norm 16931 konforme Version 2.0 wurde unter anderem durch Anpassungen einiger Profile um zwei Buchungshilfen (Basic WL und Minimum) ergänzt. Am 15. Oktober 2019 erhielt ZUGFeRD mit Version 2.0.1 ein weiteres Update, das neben spezifischer Fehlerbehebungen insbesondere für die technische Angleichung von ZUGFeRD und Factur-X sorgte.
Als Ergebnis der Zusammenarbeit von FeRD und FNFE-MPE wurde mit ZUGFeRD 2.1 und Factur-X 1.0 am 24. März 2020 ein gemeinsamer, allgemeiner internationaler Standard für eine höhere Akzeptanz elektronischer Rechnungen definiert. Ein weiteres Update zu Version 2.1.1 folgte am 1. Juli 2020, das ZUGFeRD um ein XRechnung-Profil ergänzte. Dadurch kann eine ZUGFeRD-Rechnung als XML-Datei (ohne PDF-Datei) verschickt und im entsprechenden Portal der Behörde hochgeladen werden. ZUGFeRD erfüllt damit nationale Geschäftsregeln sowie Anforderungen der öffentlichen Verwaltung und somit auch die Vorgaben durch das E-Rechnungsgesetz in Deutschland.

## Rechtliche Voraussetzungen für ZUGFeRD
Die Entstehung von ZUGFeRD wurde durch das Steuervereinfachungsgesetz 2011 begünstigt. Darin wurde durch die Änderung des § 14 des Umsatzsteuergesetzes die elektronische Rechnung der klassischen Papierrechnung gleichgestellt. Zuvor mussten Empfänger die Echtheit und Unversehrtheit des Dokuments gegenüber dem Finanzamt durch Nachweis eines qualifizierten digitalen Zertifikates belegen können. Als Alternative dazu sind „innerbetriebliche Kontrollverfahren“, die einen „verlässlichen Prüfpfad“ zwischen der Rechnung und der Lieferung gewährleisten, zulässig. Dies meint eine klassische Rechnungseingangsprüfung, die in Unternehmen ohnehin praktiziert werden muss. Gemäß § 14 Abs. 1 UStG sind dabei ab dem 1. Januar 2027 Rechnungen an andere Unternehmen grundsätzlich – von bestimmten Ausnahmefällen abgesehen – verpflichtend als elektronische Rechnungen zu übermitteln und müssen von diesen bereits ab 1. Januar 2025 empfangen werden können. In anderen Fällen – insbesondere bei Rechnungen an Privatpersonen – ist allerdings die Zustimmung des Empfängers zum Verfahren der elektronischen Rechnungsübermittlung einzuholen.
Laut Artikel 23 des Wachstumschancengesetzes zur Änderung des Umsatzsteuergesetzes (UStG) erfüllt ZUGFeRD ab Version 2.0.1 die gesetzlichen Anforderungen an eine „elektronische Rechnung“.

## ZUGFeRD-Profile
Die aktuelle Version des Rechnungsformats definiert sechs verschiedene Profile: Minimum, Basic WL, Basic, EN 16931, Extended und XRechnung. Jedes Profil erlaubt einen unterschiedlichen Informationsgrad mittels ZUGFeRD-XML. Während die beiden Profile Minimum und Basic WL in Deutschland umsatzsteuerlich nicht als gültige Rechnungen anerkannt sind, erfüllen die Profile EN 16931 (ehemals Comfort), Extended und XRechnung vollständig die EU-Norm 16931.

## Abgrenzung zu bestehenden Verfahren
Im Gegensatz zu anderen Verfahren können ZUGFeRD-Rechnungen so ausgetauscht werden, wie es für die Vertragspartner am sinnvollsten ist. Anders als bei EDI-Verfahren muss bei ZUGFeRD zwischen den beiden Parteien vor dem Rechnungsaustausch keine Vereinbarung getroffen werden. Aufgrund der Änderungen im Steuervereinfachungsgesetz 2011 darf ein Rechnungssender bis auf Widerruf elektronische Rechnungen versenden.

## Forum elektronische Rechnung Deutschland
Das Forum elektronische Rechnung Deutschland (FeRD) ist eine Unterorganisation der Arbeitsgemeinschaft für wirtschaftliche Verwaltung (AWV).
FeRD wurde im März 2010 gegründet und hat die Aufgabe, das ZUGFeRD-Format zu entwickeln und dessen Anwendung zu fördern.